# Lysbue
En lysbue er en vedvarende elektrisk udladning, som bibeholder en ionkanal gennem en gas; plasma. Faktisk kan man karakterisere en lysbue som en slags vedvarende gnist eller lyn.
En lysbue ved normalt atmosfærisk tryk kræver en relativ kraftig elektrisk strøm og en pæn høj spænding per millimeter – og dermed meget elektrisk energi for at være vedvarende. Inden for elektricitetsanvendelser gør man derfor som regel meget for at undgå lysbuer.
Lysbuer anvendes i lysbuelamper og elektriske svejseanlæg. Grundet lysbuens enders høje temperatur bliver stort set alt smeltet, evt. fordampet eller brændt af.
Lavtrykslysbuer anvendes i kviksølvdamplamper, natriumdamplamper, neonrør og lysstofrør.
Lysbuer dannes utilsigtet i sikringer ved oversmeltning af sikringstråden. For at modvirke lysbuen laves tråden lang, og nogle sikringer fyldes med specielt sand.